# Besma brea
Besma brea är en fjärilsart som beskrevs av Druce 1892. Besma brea ingår i släktet Besma och familjen mätare. Inga underarter finns listade i Catalogue of Life.